# 山口英
山口 英（やまぐち すぐる、1964年3月1日 - 2016年5月9日）は、日本の計算機科学者。奈良先端科学技術大学院大学教授。工学博士。
静岡県出身。インターネット、ネットワークセキュリティ研究に従事、UNIXなどオペレーティングシステムにも詳しい。1988年よりWIDEプロジェクトボードメンバー。1996年よりJPCERT/CC役員。2004年4月より内閣官房情報セキュリティ対策推進室（現内閣サイバーセキュリティセンター）情報セキュリティ補佐官として、政策面からも情報セキュリティ向上に尽力。

## 経歴
- 1986年 大阪大学基礎工学部卒業
- 1988年 同大学院基礎工学研究科博士前期課程修了
- 同年5月 WIDEプロジェクトボードメンバー、現運営委員
- 1990年 同大学院基礎工学研究科博士後期課程を中退し[1]、同大学情報処理教育センター助手[1]
- 1991年 工学博士（大阪大学）論文の題は　「Studies on Interprocess Communication Mechanism for Wide Area Distributed Computing Environment(広域分散処理環境におけるプロセス間通信機能に関する研究)」。
- 1992年 奈良先端科学技術大学院大学情報科学センター助教授[1]
- 1995年 Asian Internet Interconnection Initiatives (AI3) メンバー、現代表
- 1996年 サイバー関西プロジェクトメンバー、現幹事長
- 1996年 JPCERT/CC 運営委員会委員長 (-2003年)
- 2000年 奈良先端科学技術大学院大学情報科学研究科教授[1]
- 2003年 JPCERT/CC の中間法人化に伴い代表理事就任 (2004年5月に退任、以降は理事)
- 2004年 内閣官房情報セキュリティ対策推進室情報セキュリティ補佐官（2005年に内閣官房情報セキュリティセンター）
- 2005年 第1回情報セキュリティ文化賞（情報セキュリティ大学院大学）受賞
- 2019年 インターネットの殿堂入り[4]

その他、JEPG/IP（日本ネットワークインフォメーションセンター）など、各種組織、イベントに参加。「UNiX MAGAZINE」誌 に"UNIX Communication Notes"を連載。

## 著書
- 『情報セキュリティ』共立出版 2000年（鈴木裕信と共著）
- 『ブロードバンド時代のインターネットセキュリティ』岩波書店 2002年